# Ginetta
Ginetta Cars ist ein britisches Unternehmen, das 1957 von den Brüdern Bob, Ivor, Trevers und Douglas Walklett in Witham, Essex, gegründet wurde. Ginetta produziert seitdem Sportwagen in sehr geringer Stückzahl, teils in Bausatzform, teils komplett montiert. Einige Modelle waren reine Wettbewerbsfahrzeuge, andere waren auch für den Straßenverkehr zugelassen. Die Fahrzeuge von Ginetta haben in der Regel einen Stahlrohrrahmen, tragen eine Fiberglaskarosserie und sind für die Aufnahme verschiedener Vier-, Sechs- oder Achtzylindermotoren ausgelegt. Die Markenbezeichnung Ginetta, die mit der G2 eingeführt wurde, nimmt Bezug auf die italienische Schauspielerin Gina Lollobrigida.

## Unternehmensgeschichte
Das Unternehmen Ginetta Cars hat seine Wurzeln in der Landmaschinenproduktion. 1957 begannen die Inhaber, nebenbei einzelne Sportwagen zu konstruieren, die anfänglich für den Eigenbedarf gedacht waren. 1962 veräußerten die Walklett-Brüder den Landmaschinenbau und konzentrierten sich auf die Herstellung von Sportwagen. Ein Jahr zuvor hatten sie die Ginetta G4 vorgestellt, die bis 1969 produziert wurde und mit mehr als 500 Exemplaren zu den erfolgreichsten Fahrzeugen der Marke gehört. Noch erfolgreicher war die 1968 vorgestellte Ginetta G15, von der bis 1974 mehr als 800 Fahrzeuge entstanden. Abgesehen von den sportlichen Leistungen der Wagen war die weite Verbreitung der Modelle vor allem auf den Umstand zurückzuführen, dass sie üblicherweise als steuerlich begünstige Bausätze vertrieben wurden, sodass der Verkaufspreis weit unter denen konkurrierender Modelle – wie beispielsweise des MGB – lag. Dies änderte sich im April 1973, als in Großbritannien die Mehrwertsteuer eingeführt wurde. Da sie auch auf Bausatzfahrzeuge erhoben wurde, war der Preisvorteil der Ginetta-Modelle künftig deutlich geringer. Ginetta stellte daher ab 1974 die Produktion auf vollständig montierte Fahrzeuge um. Der Absatz ließ in den folgenden Jahren deutlich nach.
In den 1980er Jahren konzentrierte sich das Unternehmen auf Komplettfahrzeuge, die technische Komponenten und Karosserieteile der britischen Ford-Niederlassung verwendeten.
1989 verkauften die Walklett-Brüder Ginetta Cars an eine Investorengruppe. Ivor Walklett blieb zunächst als Berater für das Unternehmen tätig, zog sich aber nach nur einem Jahr nach Unstimmigkeiten über die Zukunftsplanung zurück. 1992 gründete er zusammen mit seinem Bruder Trevers das Unternehmen Dare (Design and Research Engineering), das im Auftrag eines japanischen Importeurs, der zwischenzeitlich die Produktionsrechte erworben hatte, Ginetta G4- und G12-Modelle nach alten Konstruktionsplänen als Neufahrzeuge produziert. Nach einem weiteren Eigentümerwechsel Mitte der 1990er-Jahre wurde Ginetta Cars 2005 von dem britischen Unternehmer Lawrence Tomlinson übernommen. Unter seiner Leitung entstanden ab 2007 einige Sport- und Rennwagen, die in höheren Klassen bzw. Marktnischen antraten als die früheren Ginetta-Modelle.

## Aktuelle Modelle
Für das Modelljahr 2012 bot Ginetta mehrere Typen von Straßen- und Rennsportfahrzeugen an.

### Ginetta G40
Die Ginetta G40 wird in einer Straßenversion (G40R) und in unterschiedlich stark überarbeiteten Rennversionen angeboten. Es handelt sich um ein zweisitziges Fließheckcoupé, das auf einem Stahlrohrrahmen basiert. Die Karosserie wird aus Kunststoff gefertigt. In der Straßenversion wird das Auto von einem 140 PS starken Duratec-HE-Vierzylindermotor von Ford angetrieben, der einen Hubraum von 1,8 Litern aufweist. Die G40 wiegt fahrbereit 850 Kilogramm. Die Höchstgeschwindigkeit wird werksseitig mit 140 Meilen pro Stunde (ca. 225 km/h) angegeben; die Beschleunigung von 0 auf 60 Meilen pro Stunde absolviert das Auto in 5,8 Sekunden.

### Ginetta G60
Die Ginetta G60 ist ein Mittelmotorsportwagen mit einem 3,7 Liter großen Sechszylindertriebwerk. Das Auto ist die Weiterentwicklung eines zunächst als Farboud GTS bekannt gewordenen Sportwagens. Dessen Hersteller, das in Bath ansässige Unternehmen Farbio, war 2010 von Ginetta übernommen worden. Die Höchstgeschwindigkeit der G60 wird mit 165 Meilen pro Stunde (ca. 265 km/h) angegeben.

### Ginetta Akula
Auf dem Genfer Auto-Salon 2019 wurde mit dem Ginetta Akula ein neues Modell vorgestellt. Im September 2024 wurde die Serienversion präsentiert.

### Rennsportwagen
Für Rennsporteinsätze bietet Ginetta außerdem die Modelle G50 und G55 an. Sie sind Weiterentwicklungen der G40, die mit größeren Motoren ausgestattet sind. Im Fall der G50 handelt es sich um einen 3,5 Liter großen Sechszylindermotor mit einer Leistung von 300 PS, beim G55 ist es ein 3,7 Liter großer Sechszylinder mit 370 PS.

### Galerie

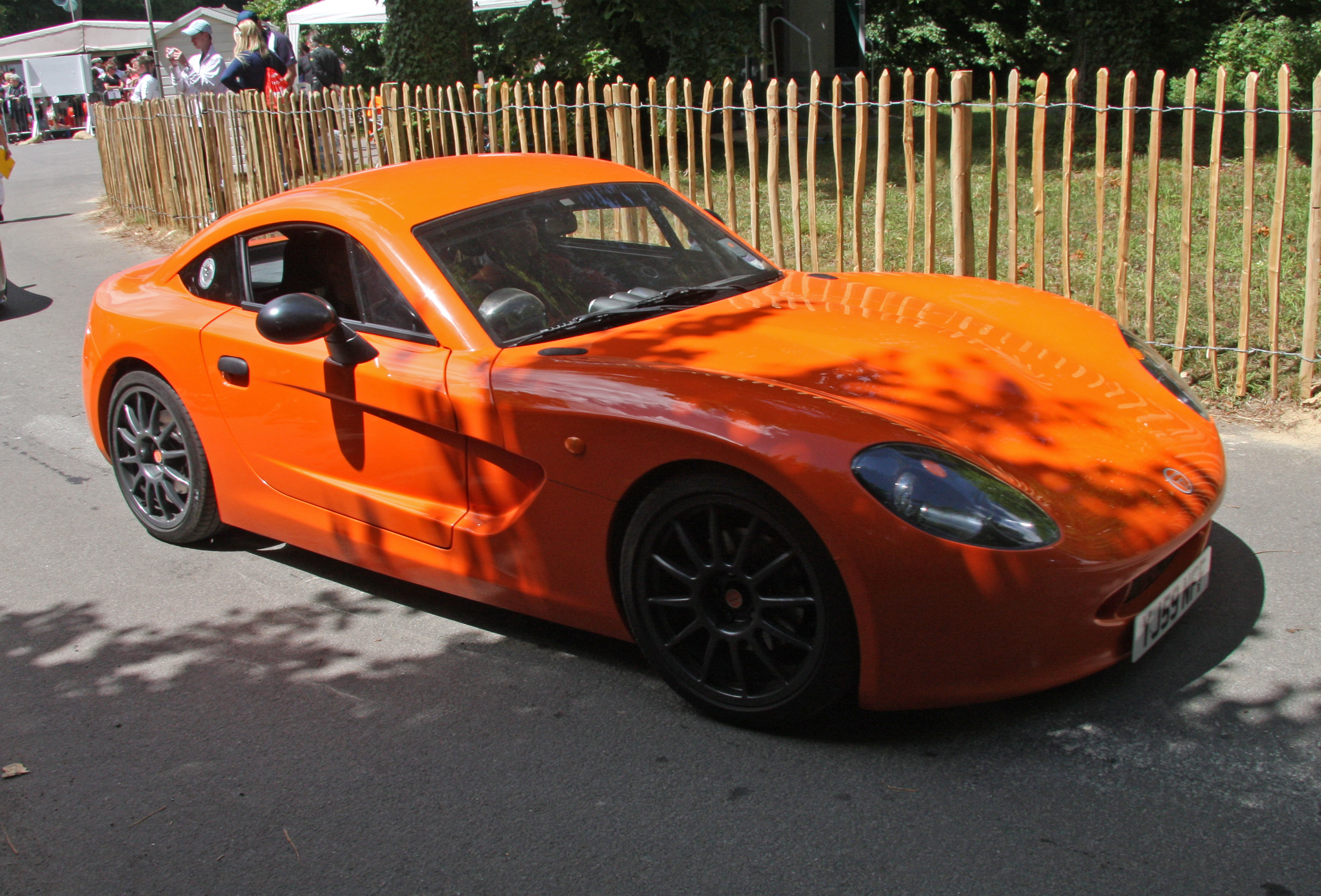
Ginetta G40
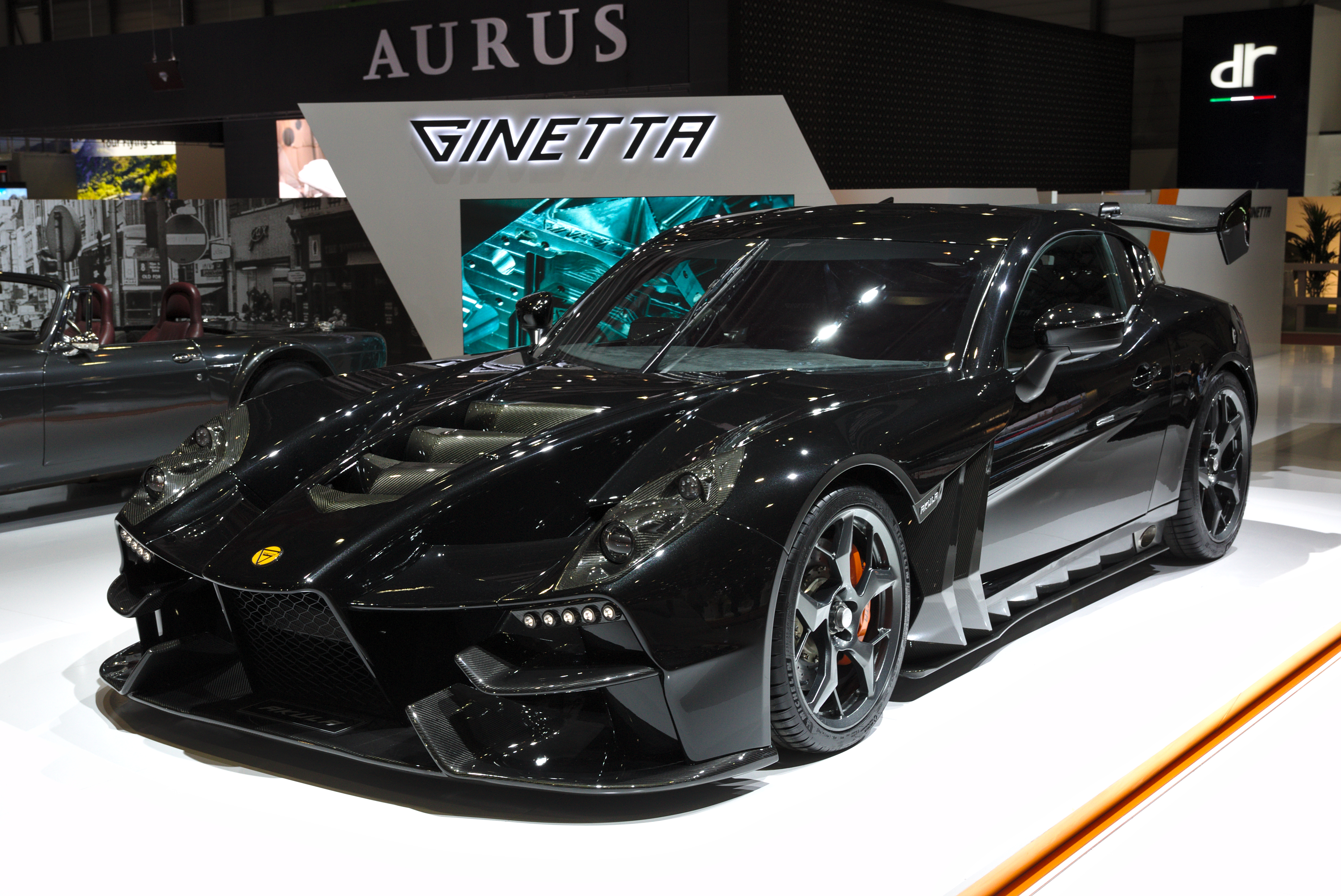
Ginetta Akula
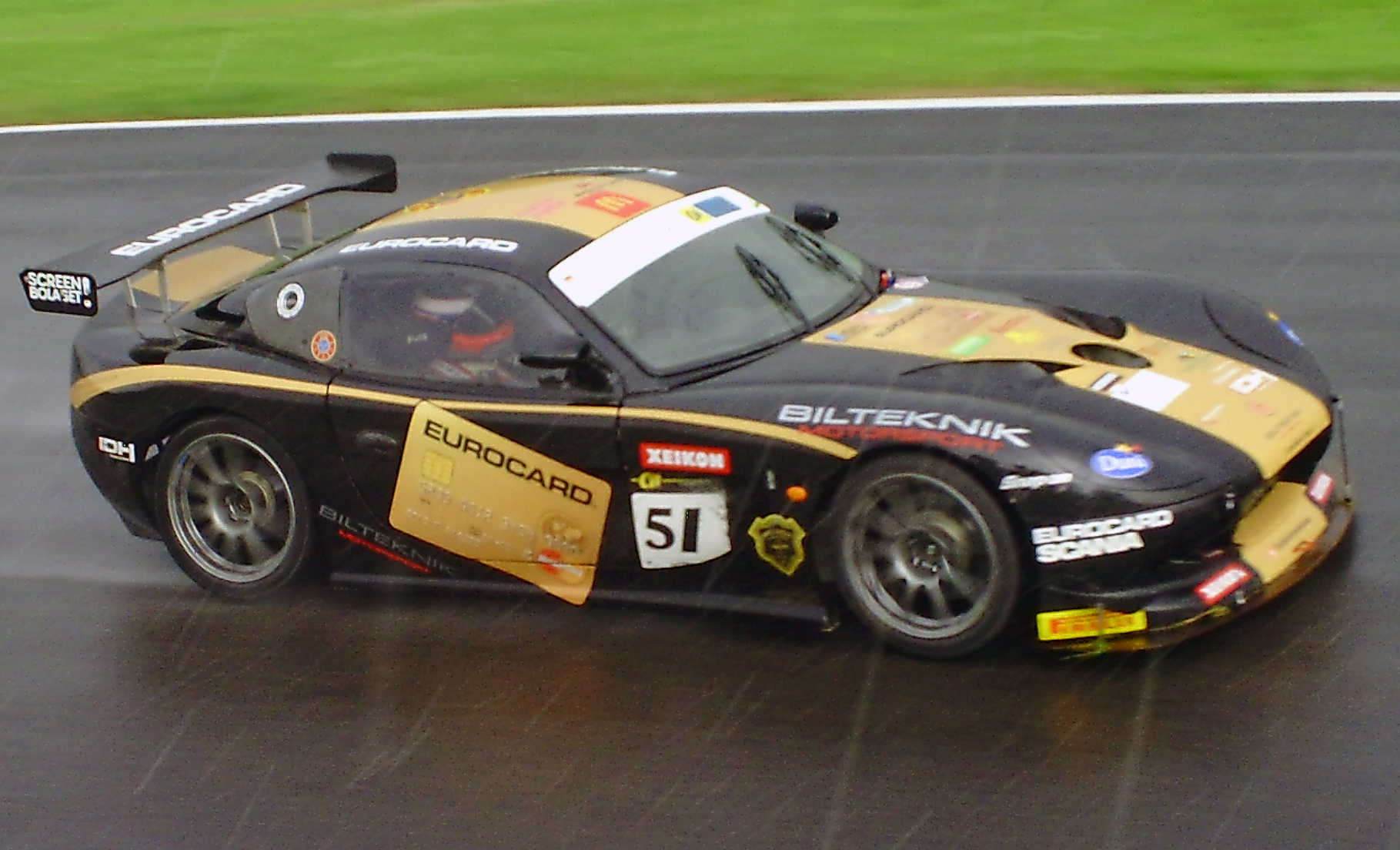
Ginetta G50 bei einem Renneinsatz in der schwedischen GT-Serie 2011
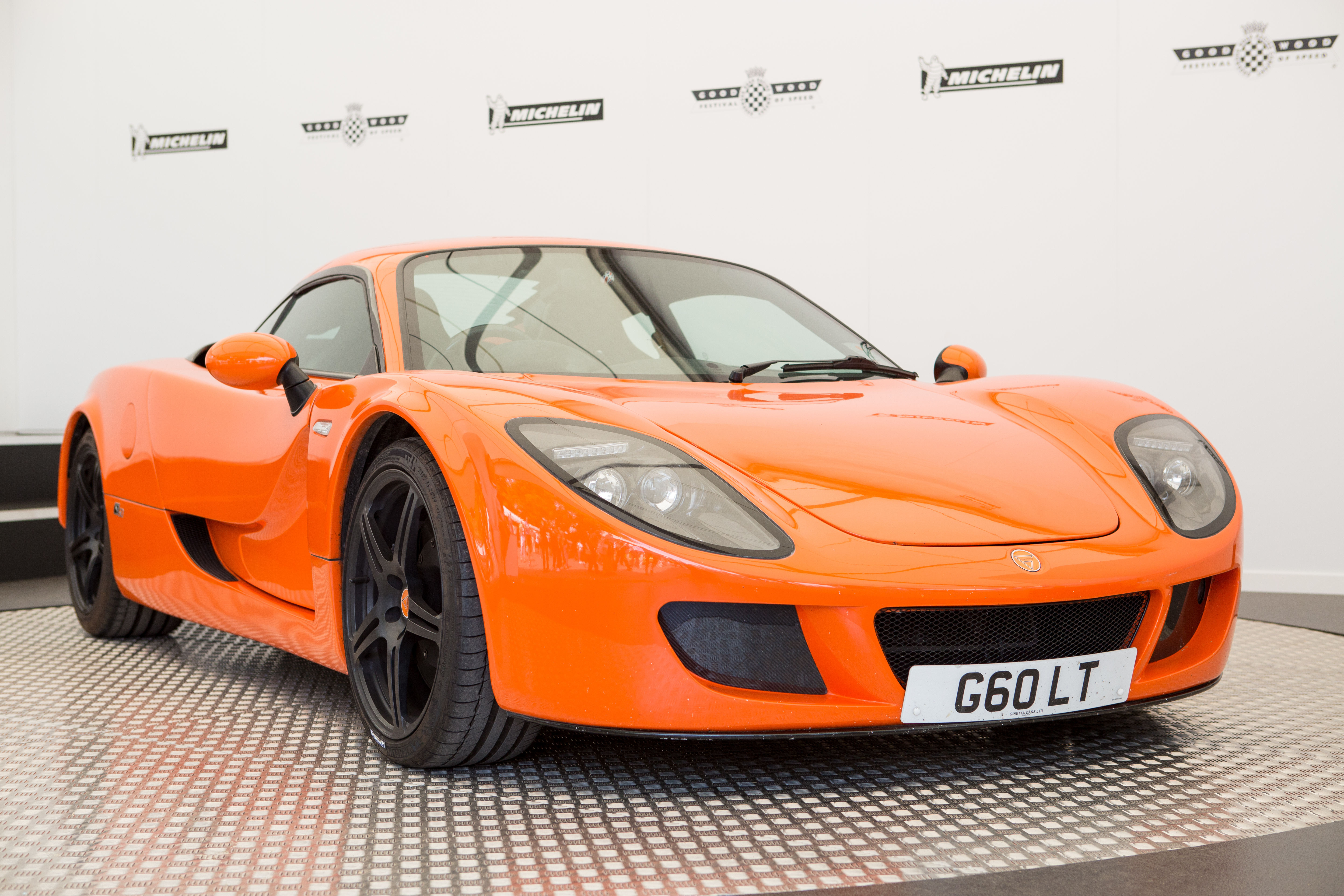
Ginetta G60

## Frühere Modelle

### Ginetta G2 und G3
Der Ginetta G2 ist das erste Modell des Unternehmens, das in Serie produziert wurde. Es ist ein zweisitziger offener Sportwagen, der sich konzeptionell und stilistisch am Lotus Seven orientiert. Der G2 war als Bausatz zu einem Preis von 150 £ erhältlich, was etwa einem Viertel des Preises für einen Ford Anglia 105E entsprach. Darin enthalten war ein von Ginetta konstruierter Stahlrahmen. 1958 und 1959 verkaufte Ginetta insgesamt 27 Bausätze. Der Ginetta G3 ist eine geschlossene Version des G2 mit einer Pontonkarosserie. Vom G3 entstanden von 1959 bis 1963 etwa 60 Bausätze. Der G3 wurde auch unter dem Markennamen Failite vertrieben.

### Ginetta G4

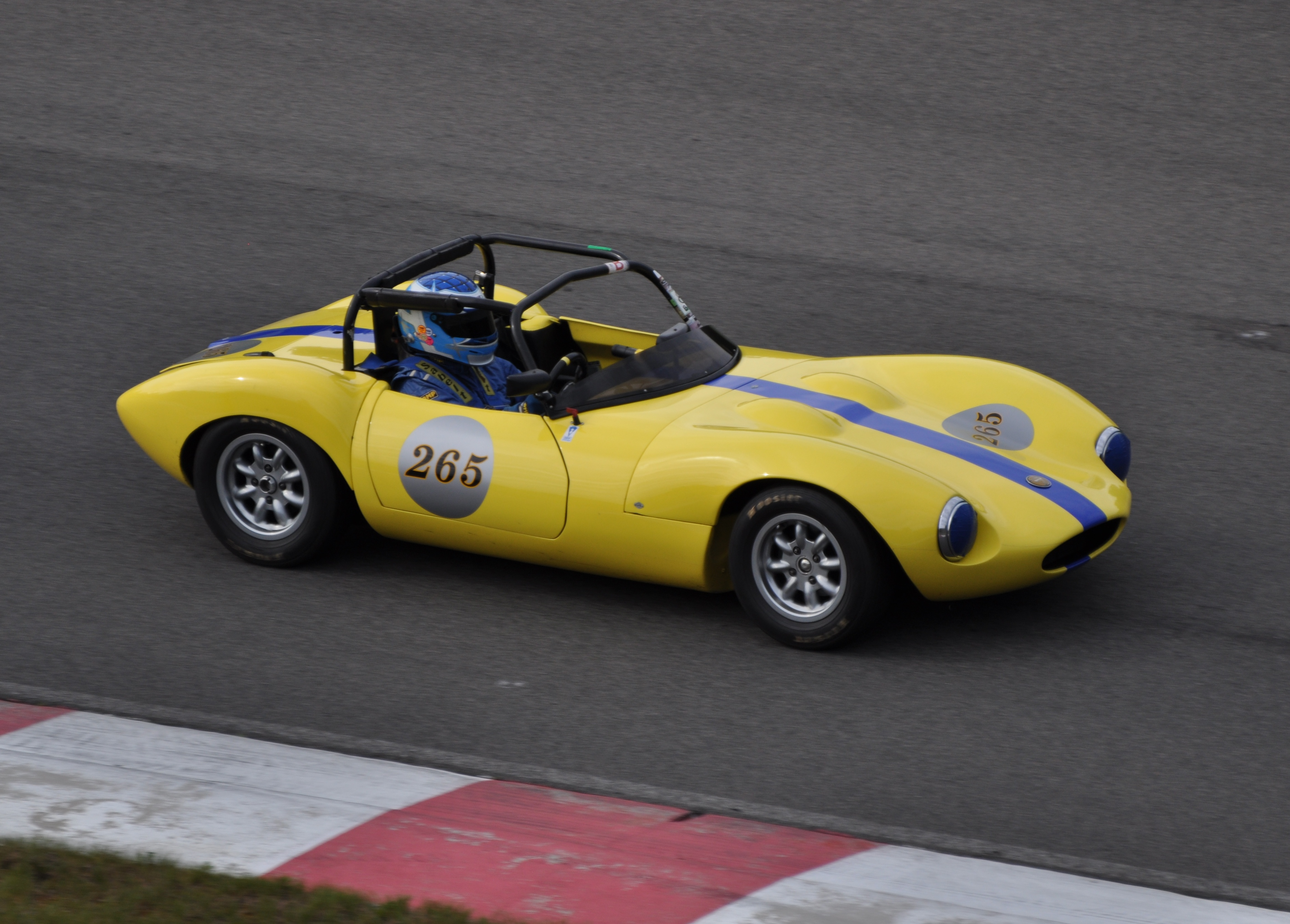
Ginetta G4 im Renneinsatz

Bekanntestes Modell ist die 1961 präsentierte G4, die in den 1980er-Jahren als G27 wieder aufgelegt wurde. Die Ginetta G4 wurde auch in Deutschland bekannt, einmal durch den Rennfahrer und Tuner für DKW-Motoren, Wolf-Dieter Mantzel, der, vom Werk in Whitham beauftragt, eine an ihn gelieferte G4 mit einem seiner präparierten DKW-Zweitaktmotoren bestückte und am 1000-km-Rennen auf dem Nürburgring 1963 teilnahm, ein anderes Mal durch den seinerzeit als ZDF-Sportstudio-Moderator bekannten Wim Thoelke, der den Vertrieb des Coupés in Deutschland zusammen mit der neu gegründeten Motorsportzeitschrift Rallye Racing plante, ein Projekt, das auch beim Magazin Stern interessiert verfolgt wurde (eine Ginetta G4 wurde zu diesem Zweck schrittweise zusammengebaut, der Vorgang fotografisch begleitet und publiziert). Als Weiterentwicklung wurde ab Mitte der 1960er-Jahre auch ein G4 IRS (Independant rear Suspension) mit hinterer Einzelradaufhängung und Lotus-Twin-Cam-Motor angeboten. Technisch verwandt sind die Modelle Ginetta G5 und G6.
Spätere Modelle der Marke griffen das technische Konzept der G4 und ihr Design wieder auf. Zu ihnen gehörten die Ginetta G27 und die G33.
Technische Daten Ginetta G4
| Motor               | Reihenvierzylinder-Ottomotor mit Webervergaser oder Benzindirekteinspritzung |
| Hubraum             | 1796 cm³                                                                     |
| Getriebe            | Manuelles 5-Gang-Schaltgetriebe                                              |
| Max. Drehmoment     | 176 N·m bei 3700/min                                                         |
| Kraftstoffverbrauch | 10,4 l/100 km                                                                |

### Ginetta G10 und G11
In formaler Anlehnung an den MGB wurde, zeitgleich mit dem G12, das Modell G 10/G11 entwickelt, ein üppig wirkender Frontmotor-Sportwagen. Als Motor kamen wahlweise das 1,8-Liter-Aggregat des MGB (G11) oder, in Analogie zum Sunbeam Tiger oder TVR Griffith 200/400, der amerikanische 4,7-Liter-Ford-Achtzylinder zum Einsatz (G10). Im Gegensatz zur Konkurrenz hatte das Produkt nur geringen Erfolg – von der G10 wurden nur sechs und von der G10 etwa 12 Exemplare produziert –, wodurch das mittlerweile gewachsene Unternehmen in finanzielle Schwierigkeiten geriet. Die geringe Produktion war im Wesentlichen auf die verzögerte Teileversorgung durch British Leyland zurückzuführen, die in der G11 einen Konkurrenten zum MGB sahen.

### Ginetta G12

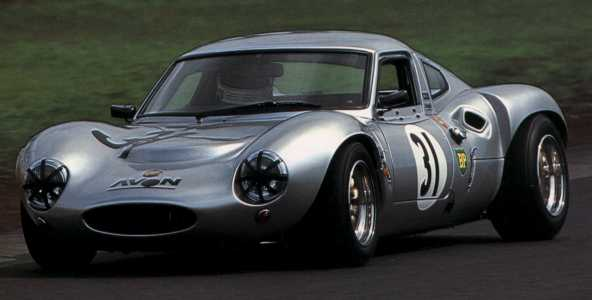
Ginetta G12

Das Modell G12 war ein kühner Entwurf von 1966, hervorgegangen aus den großen Erfolgen mit dem G4 Coupé. Die Absicht war, den florierenden Verkauf mit einem neuen, technisch auf dem neuesten Stand stehenden Mittelmotorsportwagen fortzusetzen. Damit plante Ginetta eine Serienfertigung in diese Richtung noch vor Lotus (Lotus Europa) und Matra (Matra Djet), die jeweils 1967 ihr Debüt gaben. Anfangs wurde der Cosworth-SCA-Motor mit 1 Liter Hubraum, später der 1,6 Liter Lotus-Twin-Cam Motor eingebaut, der jeweils mit einem auf einem Volkswagen Typ 1 basierenden Hewland-Getriebe verblockt war. Der G12 war ausschließlich als Komplettfahrzeug erhältlich; Bausätze dieses Modells gab es nicht. Die Verkaufszahlen waren aber nicht wie erwartet, weil die kompromisslose Renntechnik für den Straßengebrauch nur bedingt tauglich war, der weitaus überwiegende Teil der etwa 40 gebauten Autos wurde im Rennsport eingesetzt.

### Ginetta G15

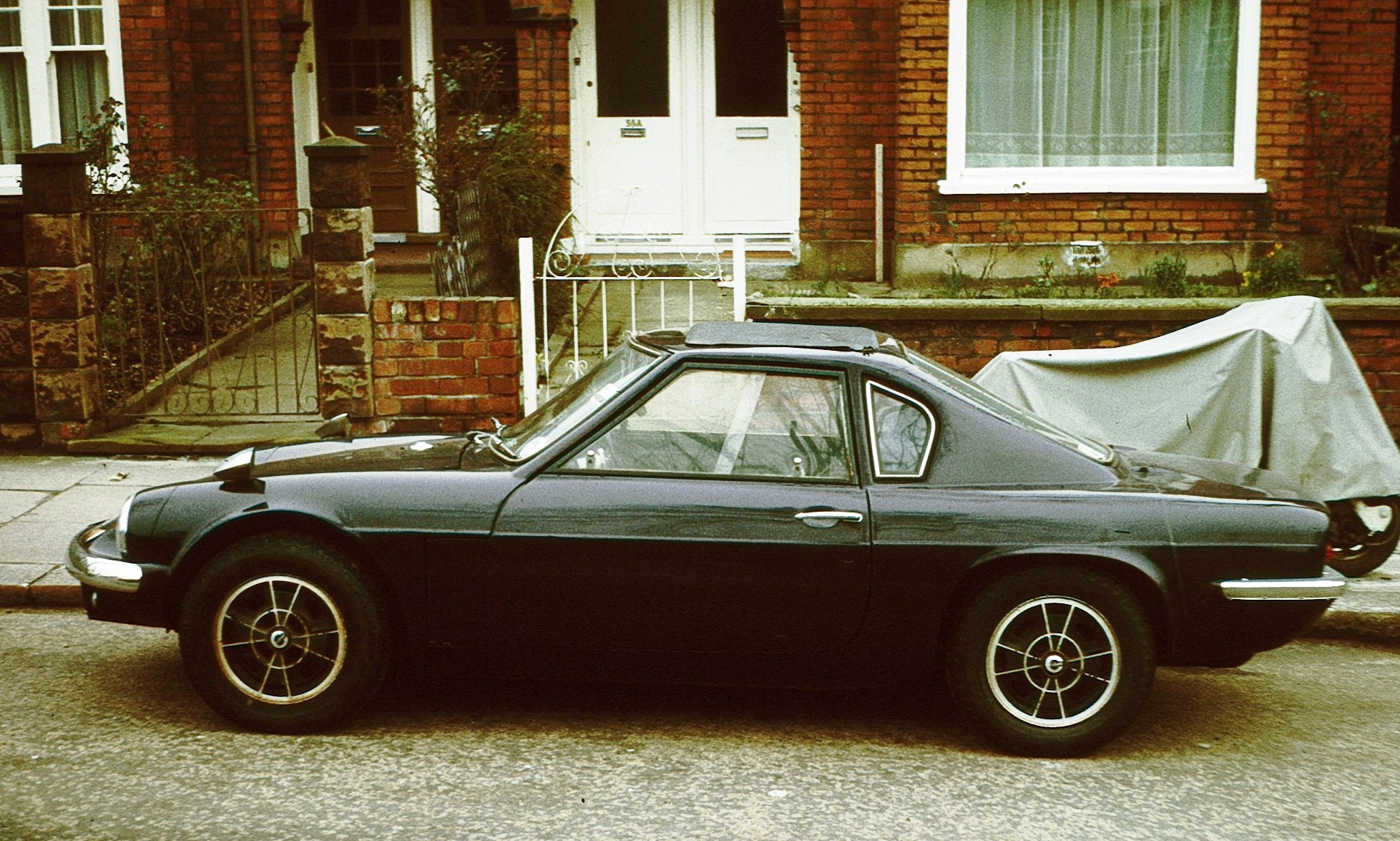
Ginetta G15

Erfolgreichstes Modell der Marke war die 1968 vorgestellte G15, ein kleines zweisitziges Heckmotor-Coupé, das mit dem 875 cm³ großen Motor des Hillman Imp ausgestattet war. Vom Imp kam auch die komplette Antriebstechnik. Bis 1974 wurden etwas mehr als 800 Exemplare als Kitcar und als Fertigfahrzeuge verkauft. Besonderheit der G15 ist ein vollständig hochklappbares Heck, das den Fahrschemel samt der Einheit Motor-Getriebe-Hinterachse vollständig freilegt und einen Ausbau mit geringstem Aufwand ermöglicht. Ca. 10 % der Fertigung wurde als „S“-Version mit dem IMP-998er-Motor verkauft. Gestalterisch ähnlich war die 1973 vorgestellte Ginetta G21, die wie eine Fließheckversion der G15 aussah, aber über einen Frontmotor verfügte. Sie wurde bis 1978 in etwa 180 Exemplaren produziert.

### Ginetta G26, G28, G30 und G31

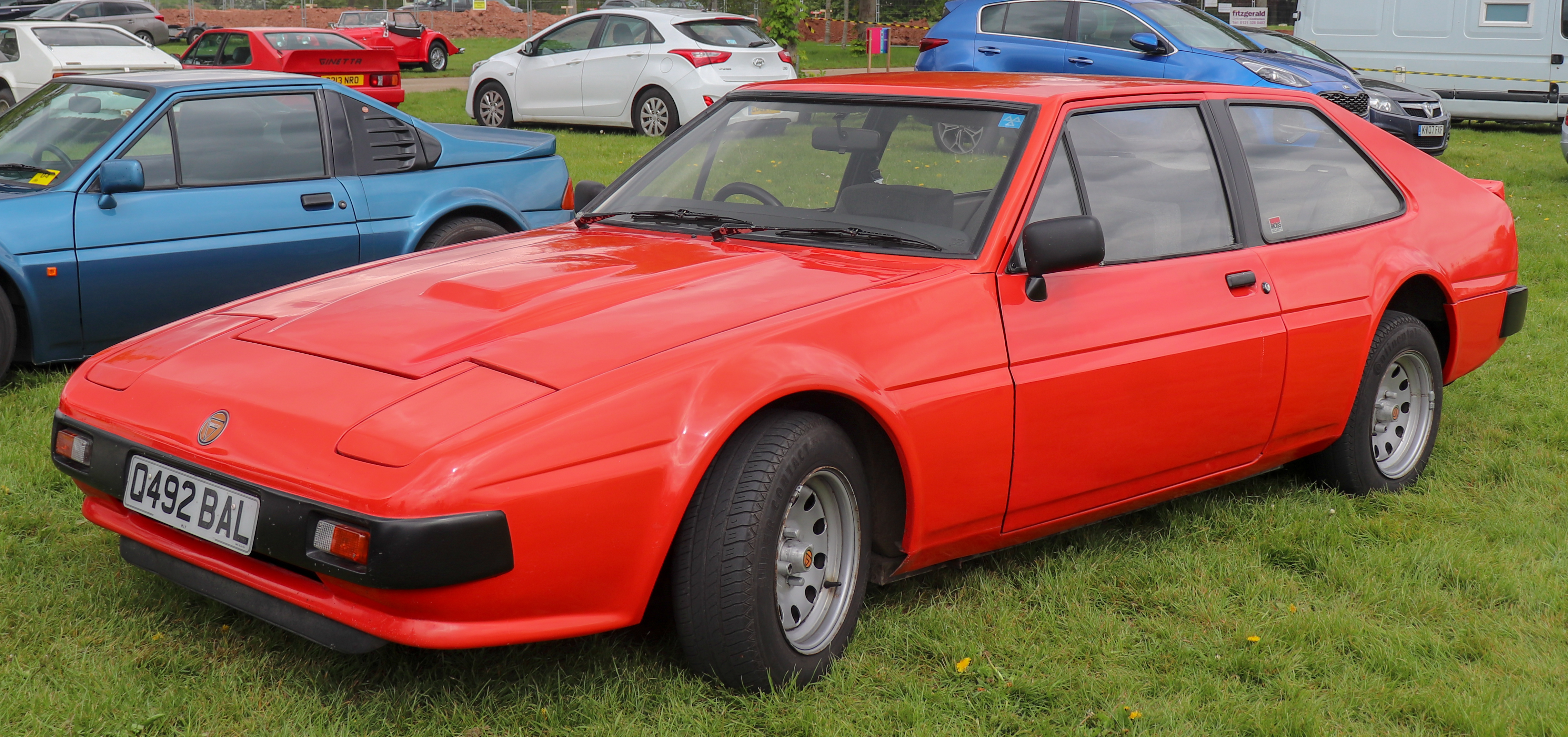
Ginetta G26

Der G26 und die von ihm abgeleiteten Modelle G28, G30 und G31 bilden eine Familie zweitüriger Sportwagen, die von 1984 bis 1992 hergestellt wurden. Technische Basis aller Modelle ist der Ford Cortina Mark 3 oder 4. Die einzelnen Varianten unterscheiden sich in der Länge sowie durch abweichende Karosseriegestaltungen und Motorisierungen voneinander. Die Fließheckcoupés G26 und der G30 haben ein langes Chassis, während das Chassis der Stufenheckmodelle G28 und der G31 um 191 mm verkürzt ist. Der lange G26 und der kurze G31 haben eine keilförmige Frontpartie, die an den zeitgenössischen TVR Wedges orientiert ist, während der lange G30 und der kurze G28 eine hohe Wagenfront mit Breitbandscheinwerfern haben. Die keilförmig gestalteten G26 und G31 können wegen der stark abfallenden Motorhaube nur Vierzylindermotoren aufnehmen; die G28 und G30 mit höherer Front können dagegen auch mit Sechszylindermotoren ausgestattet werden. Alle Varianten zusammengenommen, entstanden in acht Jahren etwa 360 Fahrzeuge.

### Weitere Modelle
- Ginetta G22
- Ginetta G23
- Ginetta GRS
- Ginetta G25
- Ginetta G28
- Ginetta G31
- Ginetta G32

## Historische Rennsportmodelle

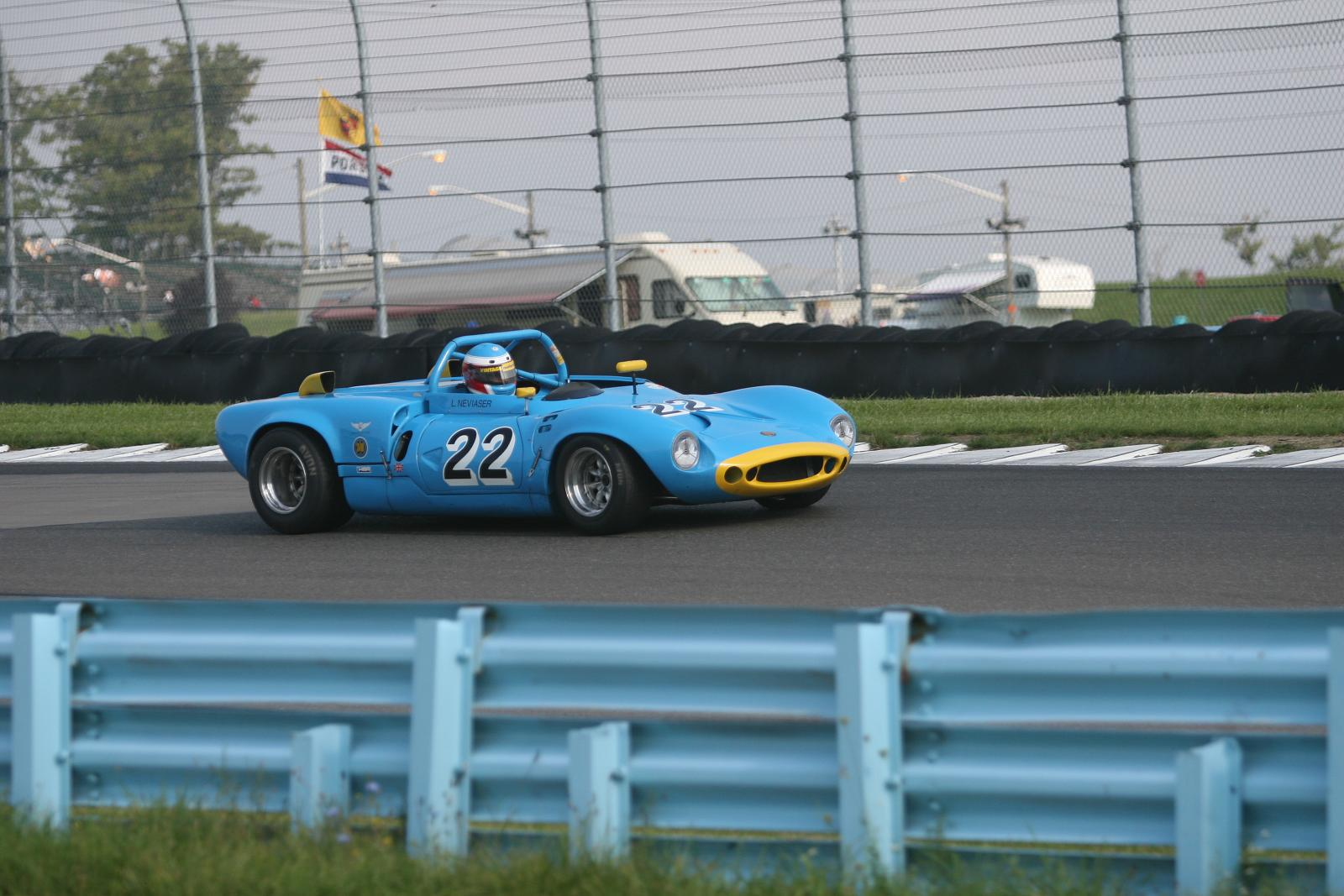
Ginetta G16

Die Ginetta G16 war der erste und gleichzeitig letzte Versuch, am Motorsport in den größeren Hubraumklasse teilzunehmen. Für die 2-Liter-Klasse kamen Motoren von Cosworth, BMW, und B.R.M. zum Einsatz, für die große Hubraumklasse (über 3 Liter) der 3,5-Liter-V8-Oldsmobile. Wahrscheinlich wurden höchstens zehn Exemplare der G16 gebaut.

## Markenname Fairlite
Zwischen 1959 und 1963 verkaufte Ginetta 40 Karosseriebausätze unter dem Markennamen Fairlite. Das Modell entsprach weitgehend dem Ginetta G3. Vierzylindermotoren vom Ford Eight und Ford Ten trieben die Fahrzeuge an.

## Galerie

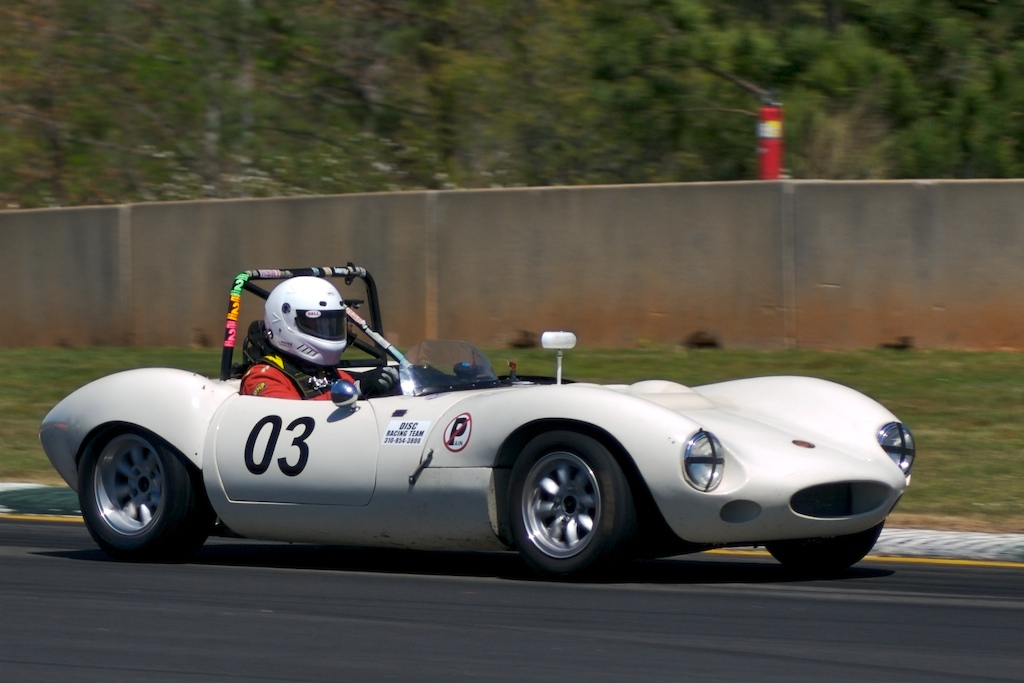
Ginetta G4
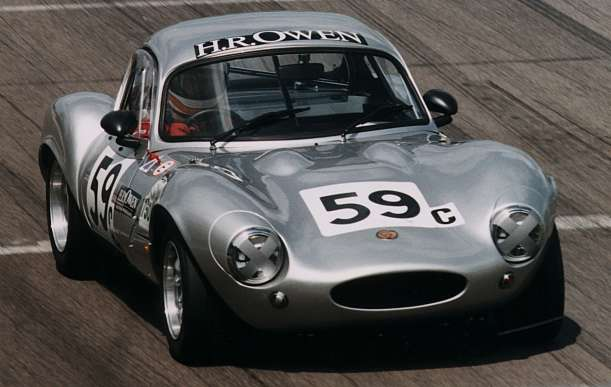
Ginetta G4R
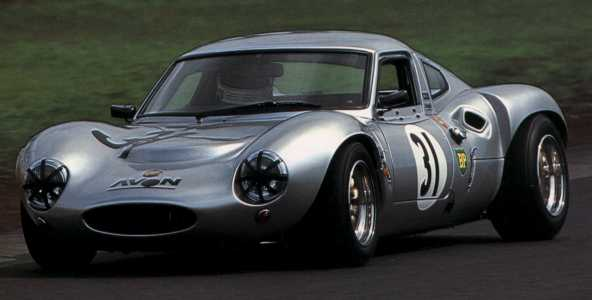
Ginetta G12
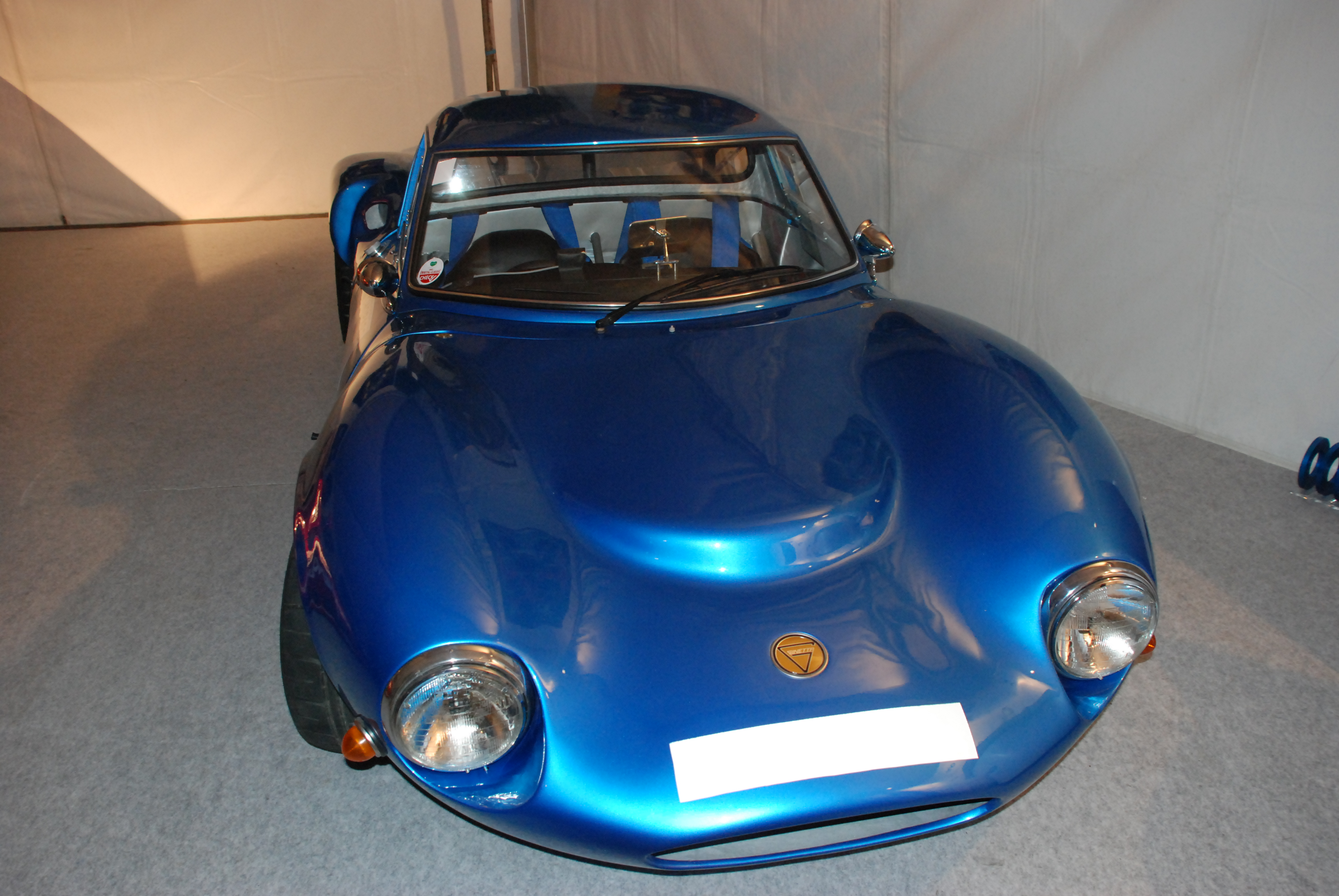
Ginetta G12 von 1967
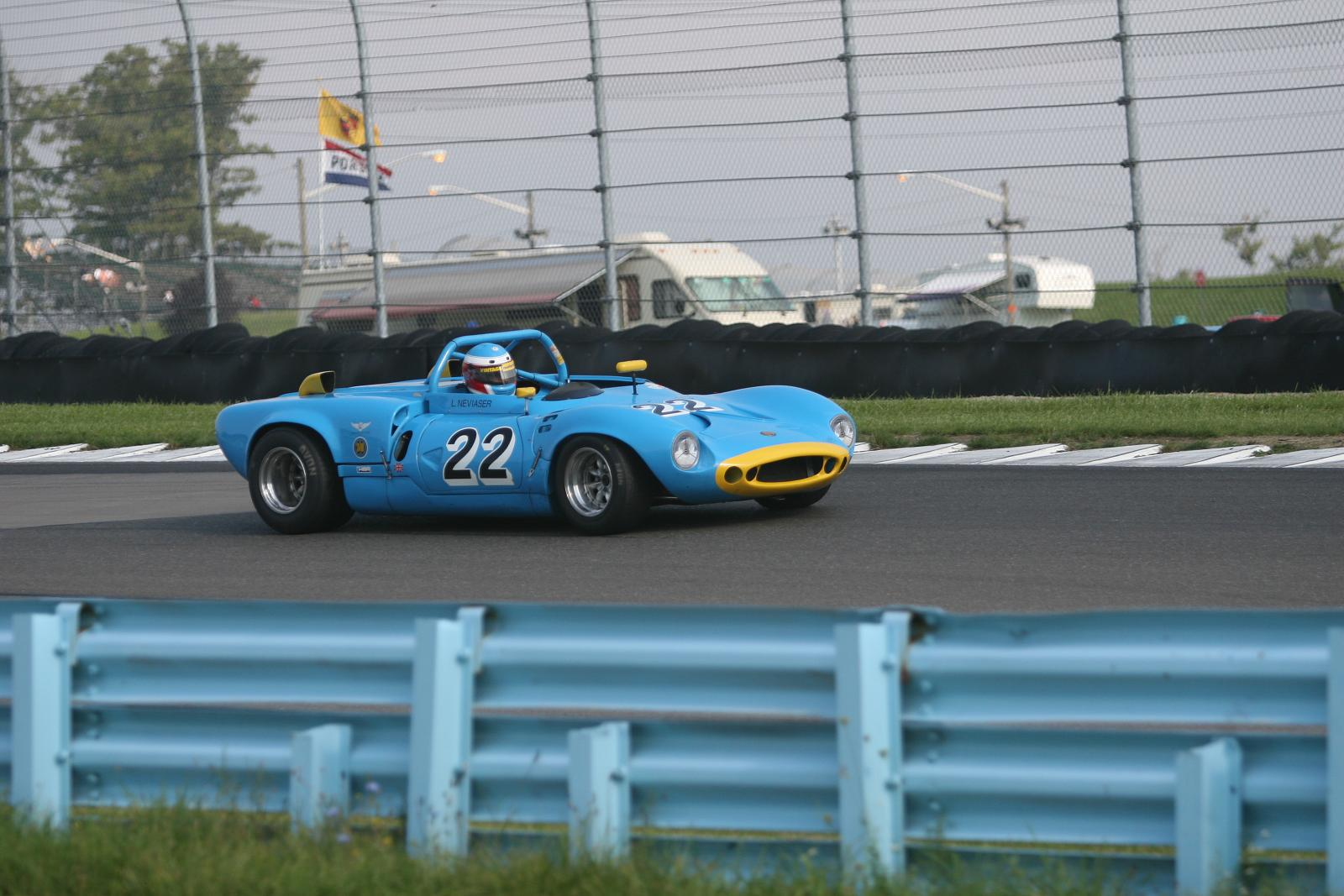
Ginetta G16
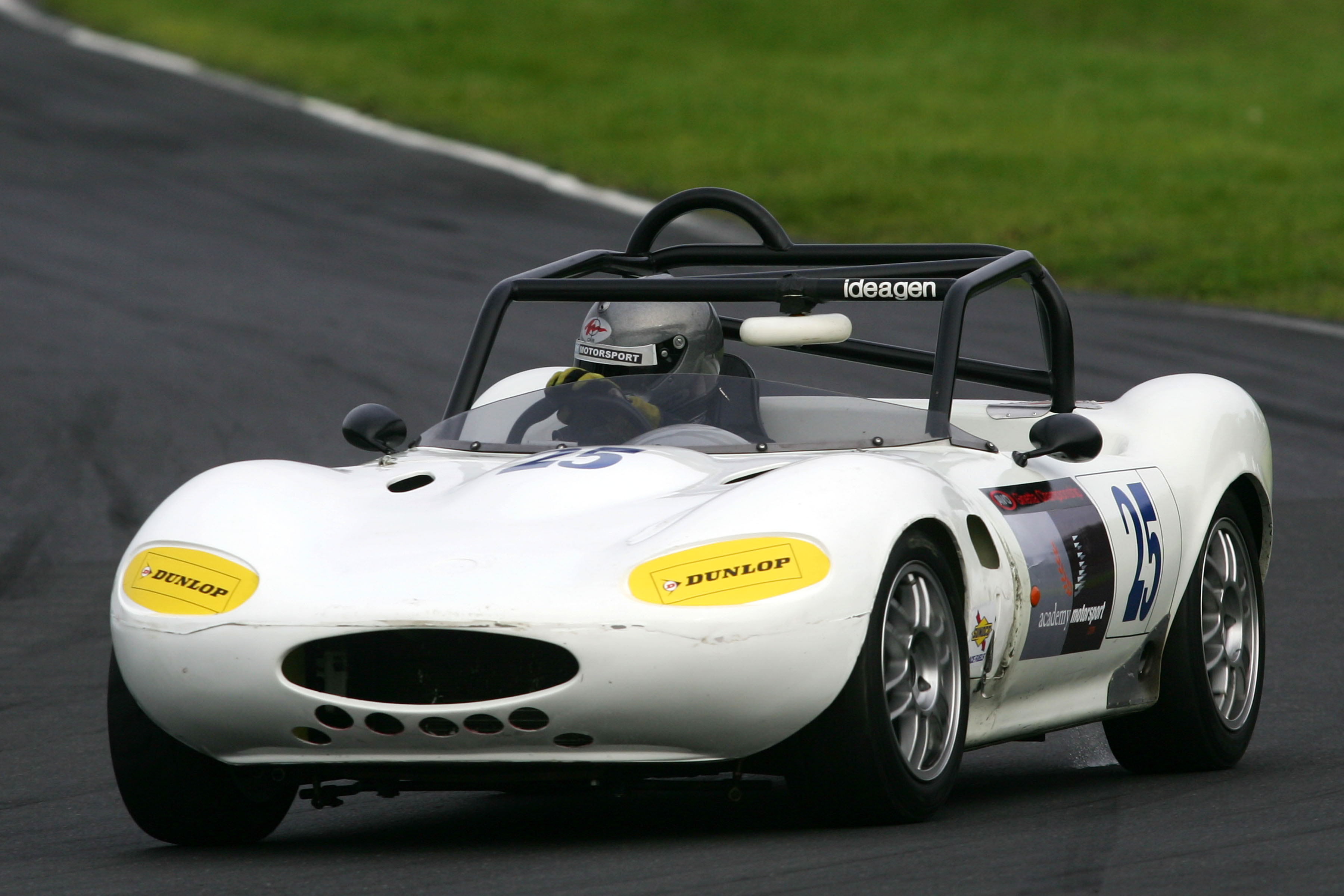
Ginetta G20
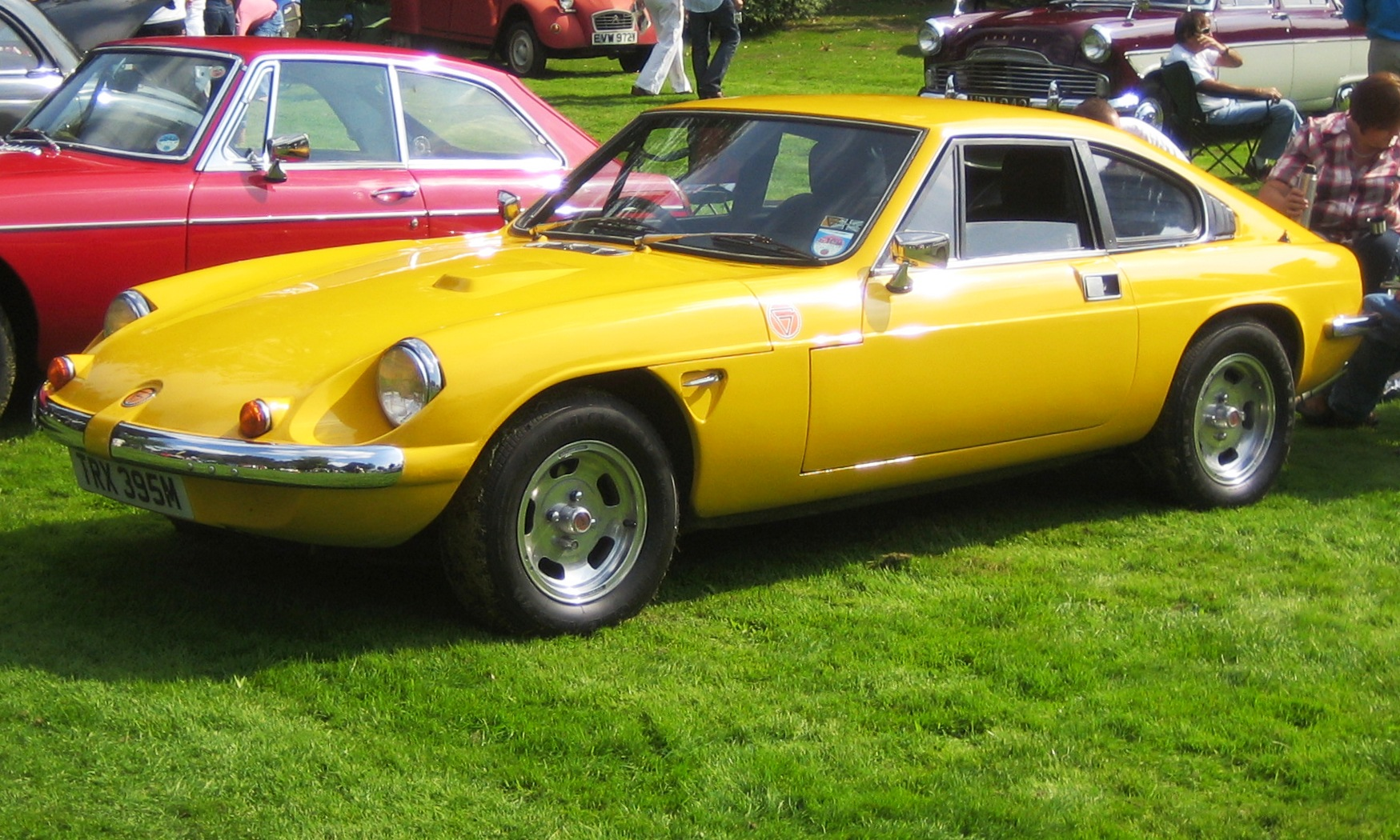
Ginetta G21 von 1974
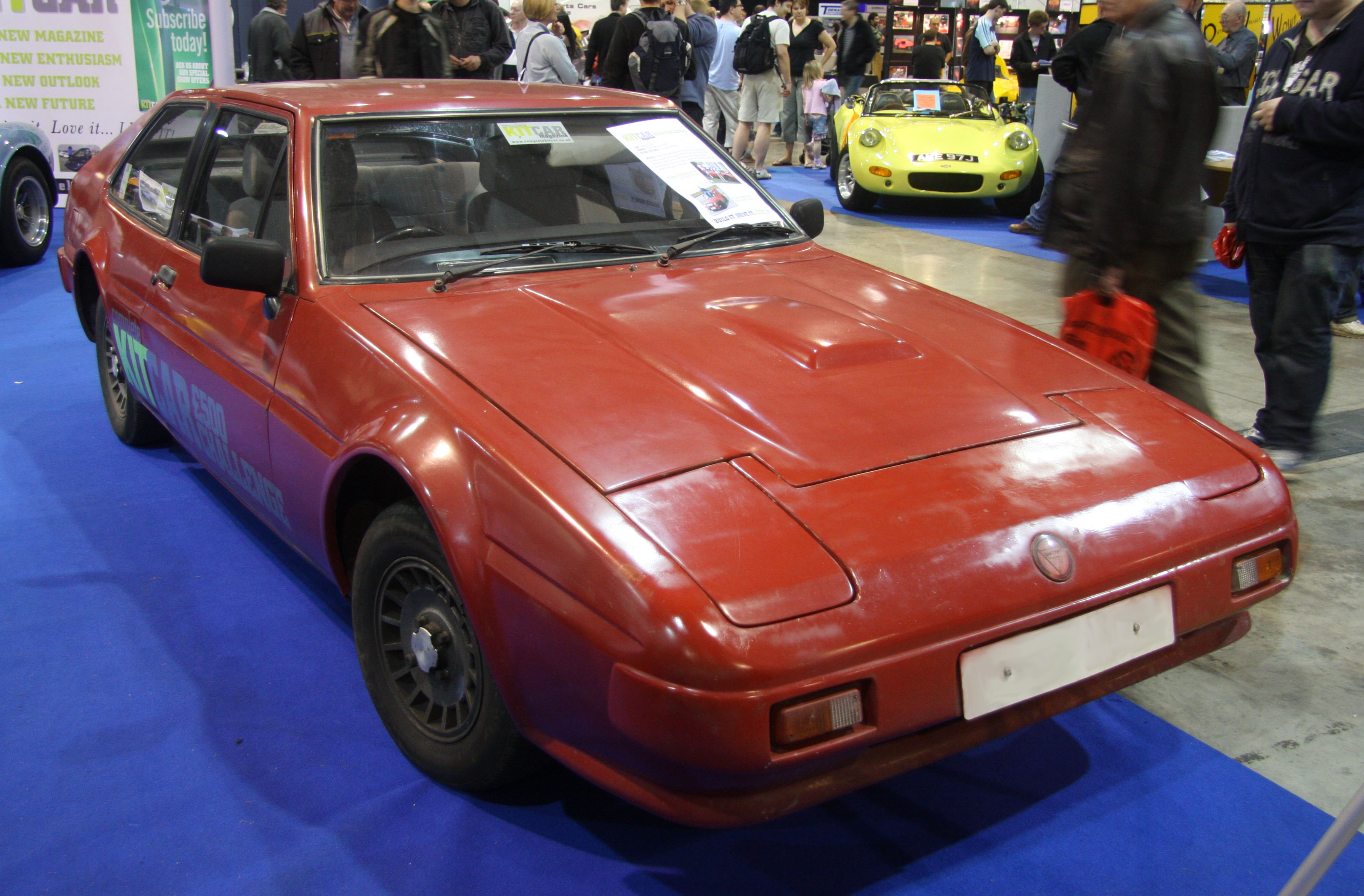
Ginetta G26
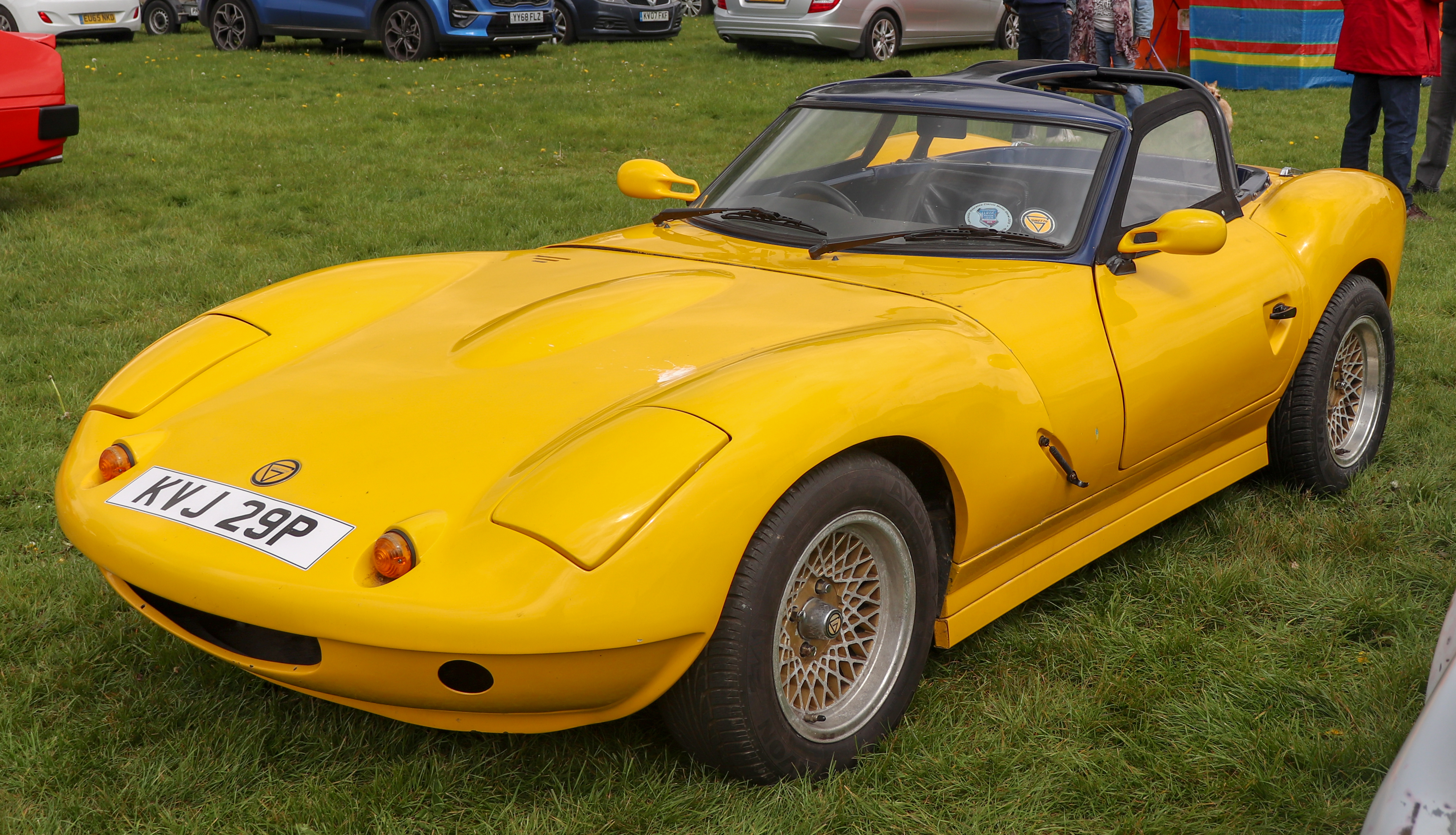
Ginetta G27
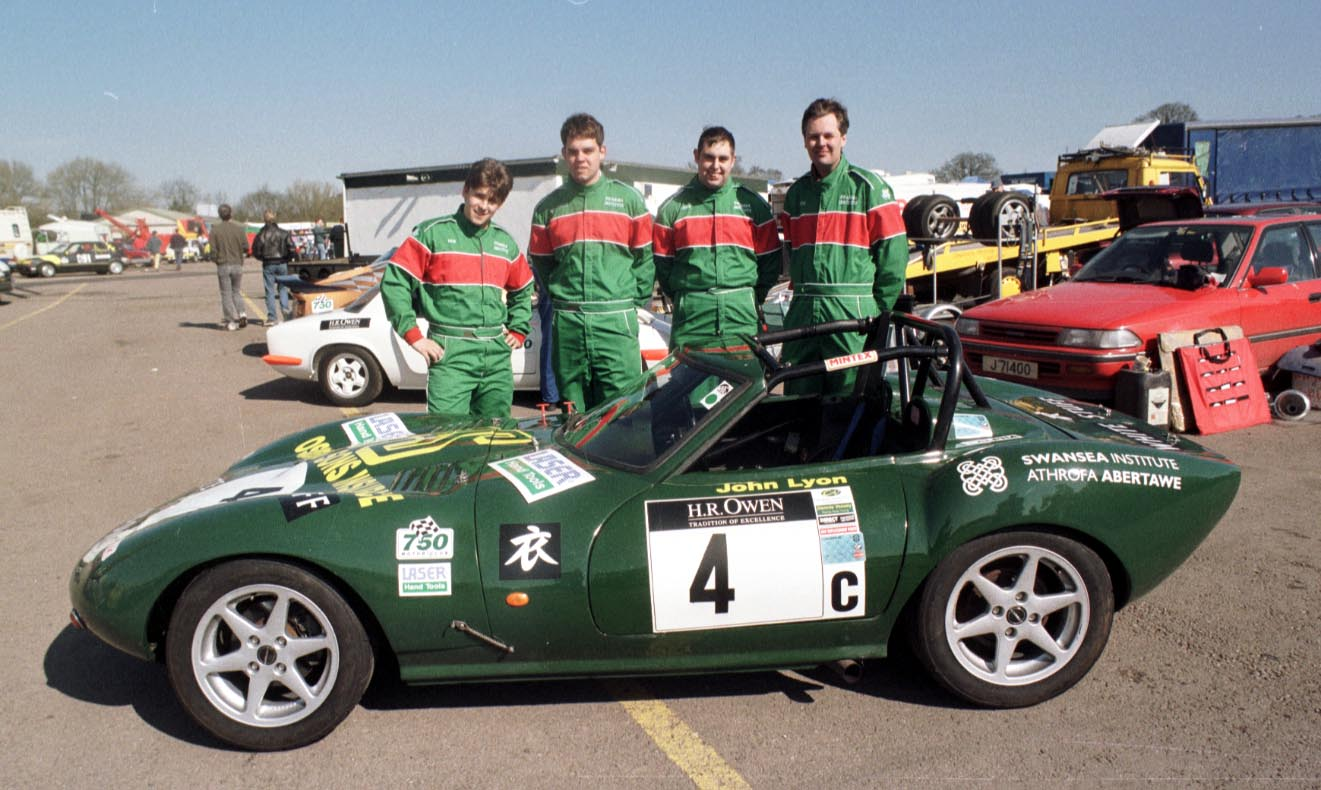
Ginetta G27 series 3
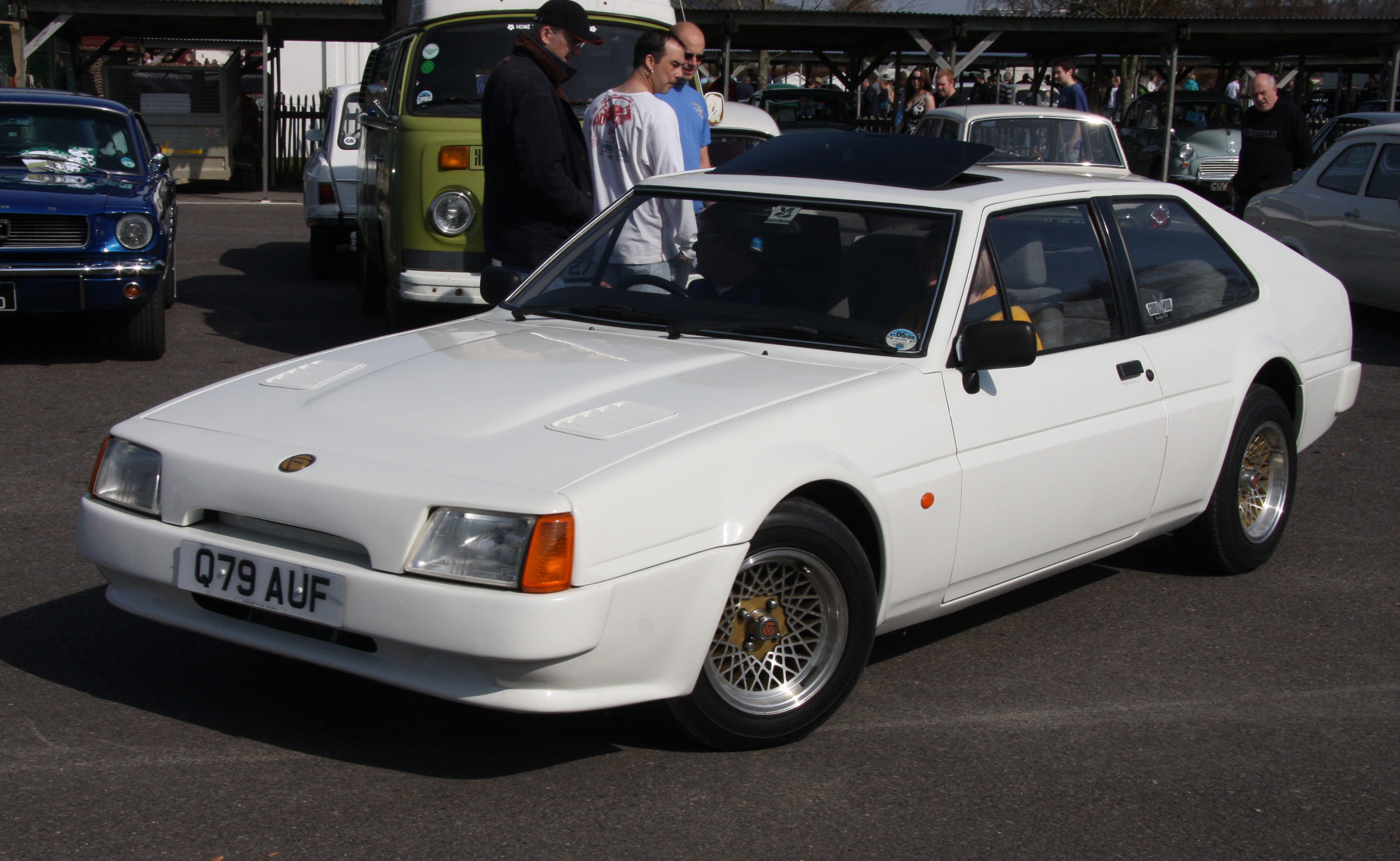
Ginetta G30
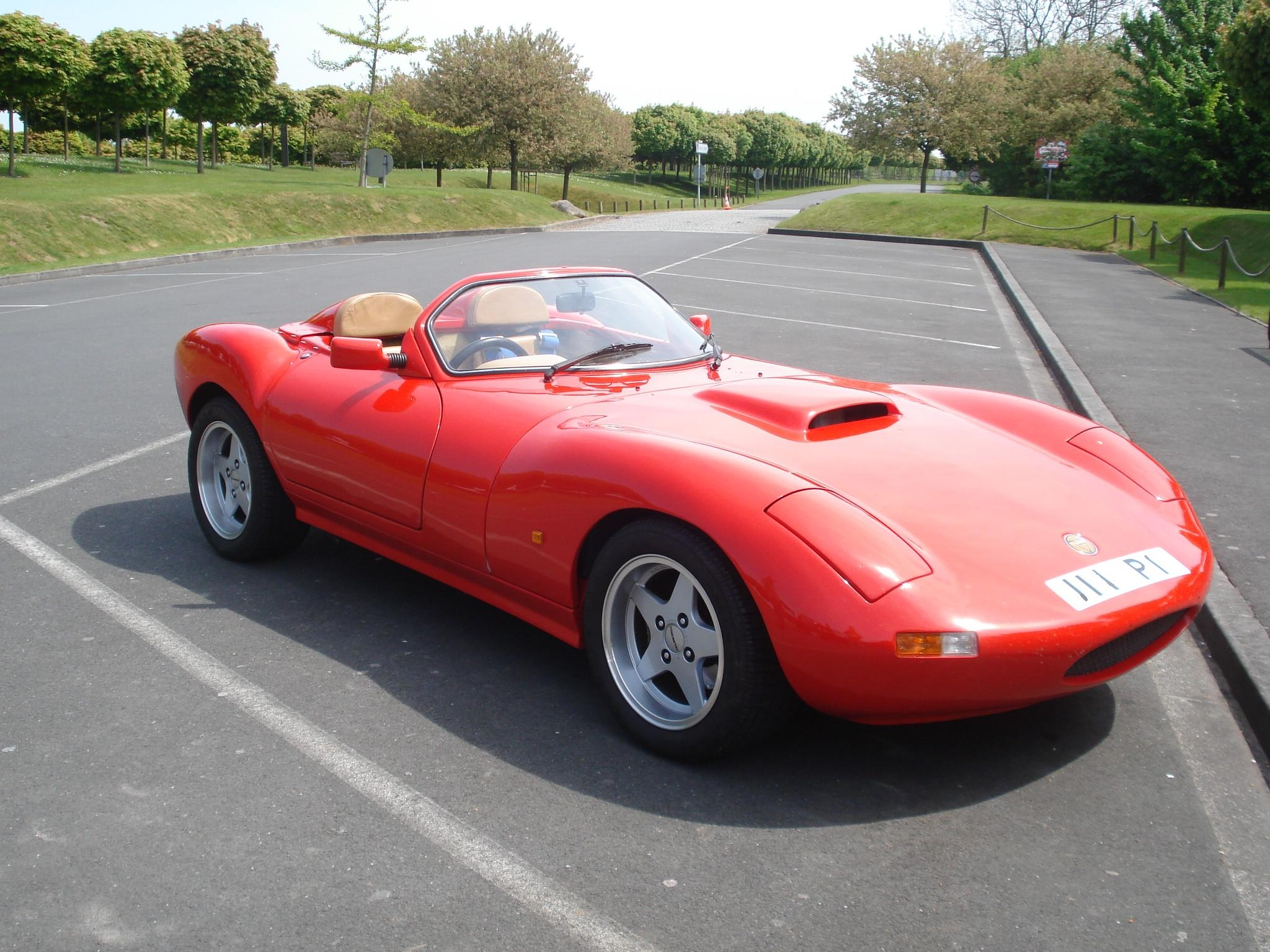
Ginetta G33
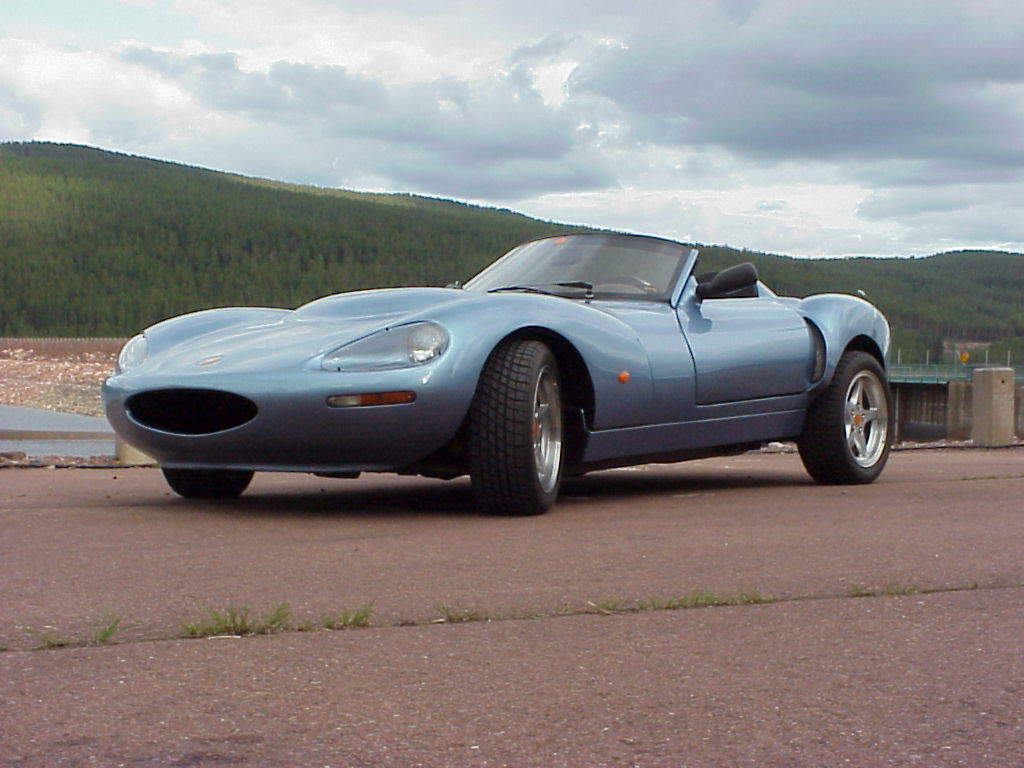
Ginetta G34
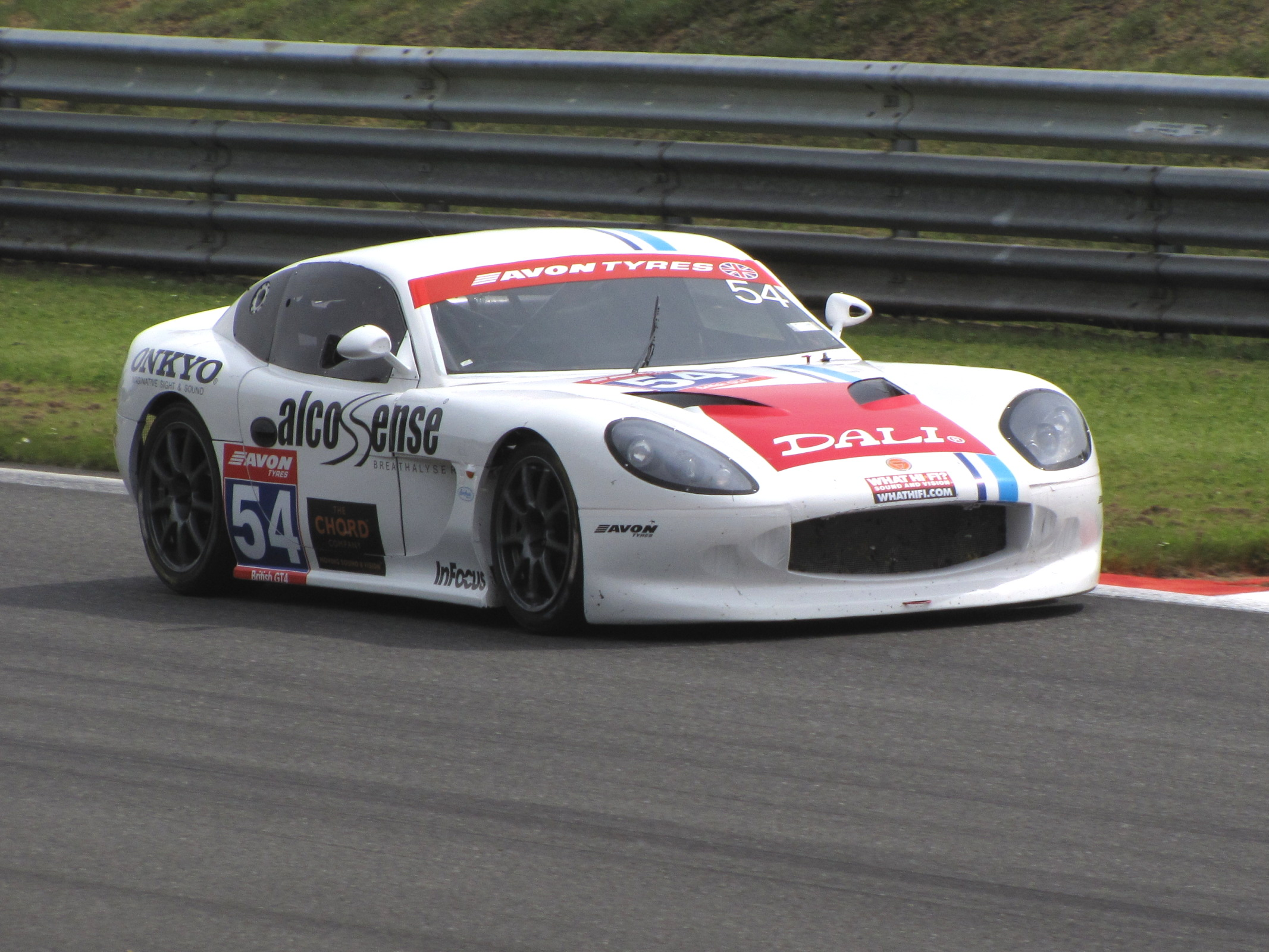
Ginetta G50/GT4
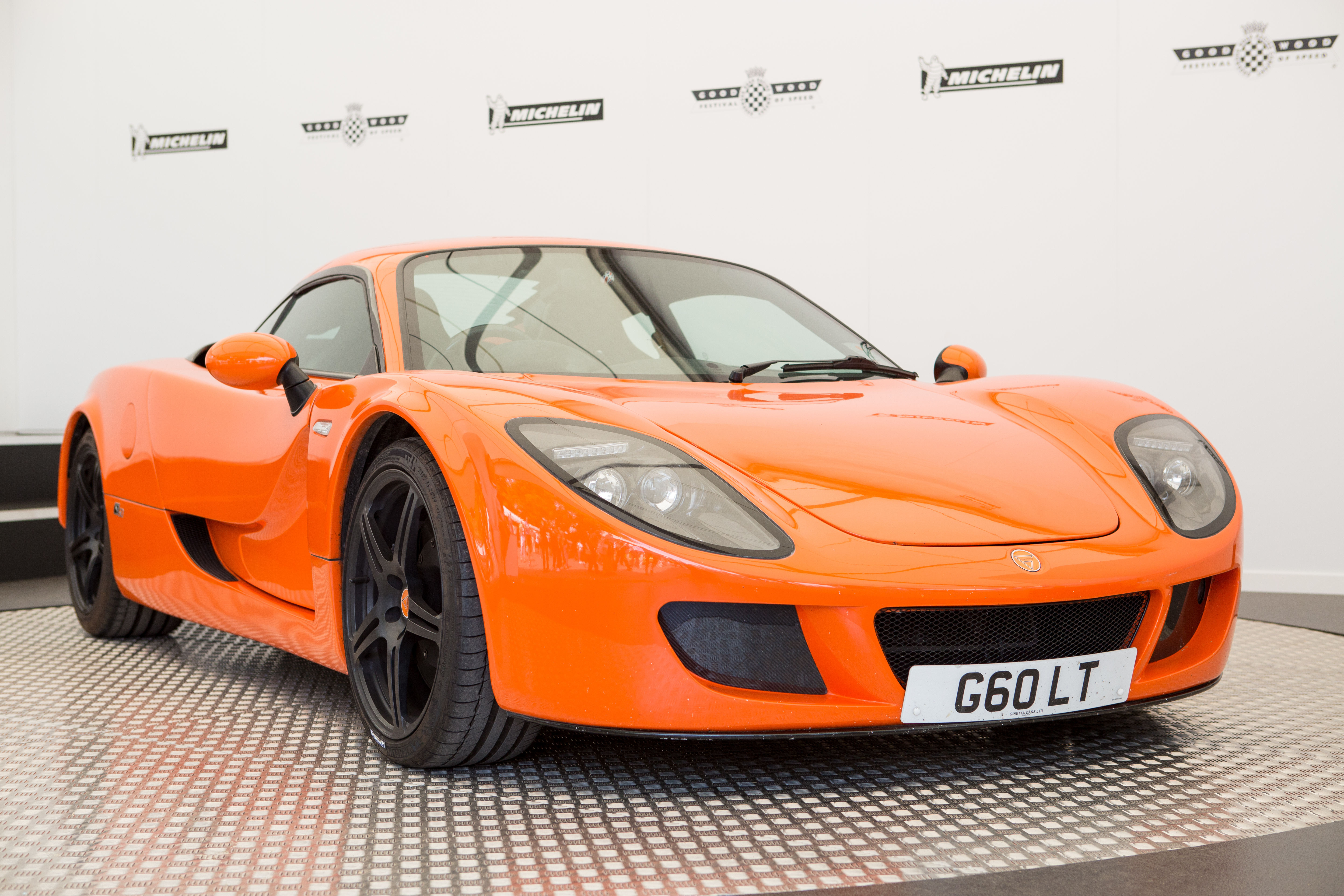
Ginetta G60
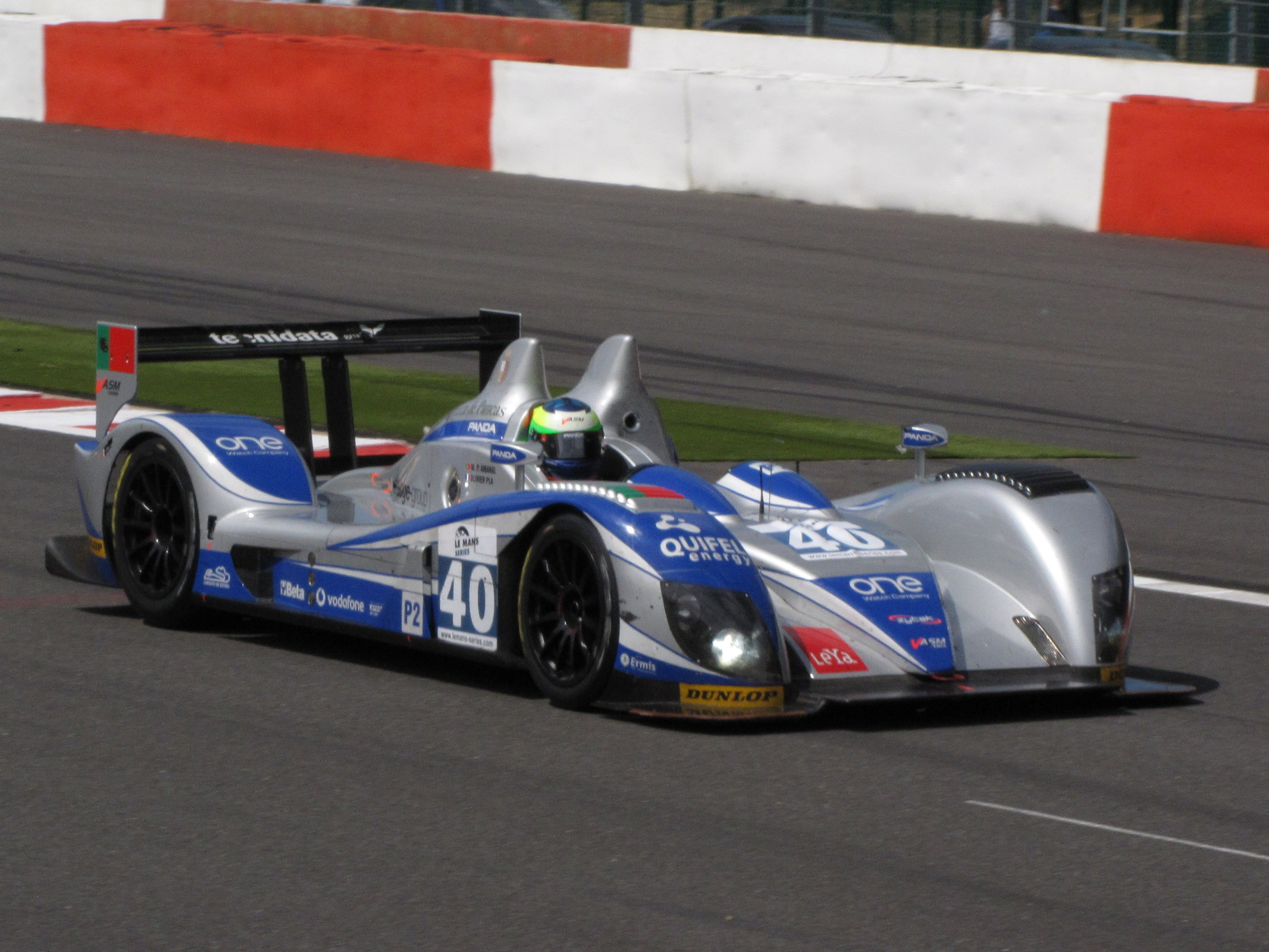
Ginetta-Zytek 09S